# Shafee el-Sheikh
 (mars-avril 2022).
Le texte peut changer fréquemment, n’est peut-être pas à jour et peut manquer de recul. 
Le titre et la description de l'acte concerné reposent sur la qualification juridique retenue lors de la rédaction de l'article et peuvent évoluer en même temps que celle-ci.
Shafee el-Sheikh, également surnommé de Jihadi Ringo, est un Britannique d'origine soudanaise né le 16 juillet 1988, désigné terroriste par les États-Unis et identifié dans la presse comme l'un des quatre  djihadistes surnommés les « Beatles » qui ont participé dans les atrocités de l'État islamique d'Irak et du Levant, également connu sous le nom de Daech,. El-Sheikh nie avoir été membre de la cellule terroriste The Beatles mais admet avoir rejoint le groupe terroriste Daech. Il est accusé de participation à une entreprise terroriste, prises d'otage et meurtres.

## Jeunesse
Né au Soudan, El-Sheikh passe sa jeunesse à Londres, en Angleterre. Le Daily Telegraph rapporte qu'il était un supporter d'une équipe de football locale, les Queen's Park Rangers, et qu'il rêvait de rejoindre l'équipe une fois devenu adulte. 

## Accusations de liens avec le terrorisme
En 2014 et 2015, Daech enlève et retient captifs plusieurs dizaines de journalistes et travailleurs humanitaires européens et nord-américains, dont les conditions terribles de leur détention ont été largement rapportées. Quatre combattants anglophones de Daech ont joué un rôle central dans cette détention. Au départ, soit leur identité n'était pas connue, soit les responsables de la sécurité n'ont pas fait connaître leur identité au public. En raison de leurs accents britanniques, leurs otages les ont surnommés The Beatles :  Mohammed Emwazi, le plus connu du groupe, est surnommé « Jihadi John ». Plus tard, « El-Sheikh » est identifié comme ayant été l'un des autres Beatles, « Ringo ».
Le 30 mars 2017, El-Sheikh et quatre autres hommes sont désignés terroristes présumés par le Département d'État américain, en vertu du décret 13224.  Ce décret exécutif signé par George W. Bush, peu après les attentats d'Al-Qaïda du 11 septembre 2001, permet au Département d'État d'interdire aux citoyens américains, institutions financières américaines et sociétés américaines d'effectuer des transactions financières avec les personnes désignées.
Les Forces démocratiques syriennes (SDF) capturent El-Sheikh et son ami Alexanda Kotey, le 24 janvier 2018, alors qu'ils fuient la chute de l'éphémère « califat » de l’État islamique. Tous deux auraient tenté de se joindre à un groupe de véritables réfugiés civils, qui fuyaient également les dernières enclaves sous le joug de Daech.

## Poursuites judiciaires
The Independent rapporte que le Royaume-Uni envisage d'accepter un accord pour que Kotey et El-Sheikh puissent être transférés vers le camp de détention de Guantanamo.
La détention à Guantanamo pourrait être une détention indéfinie, sans inculpation, si la responsabilité était transférée aux États-Unis. Dans le cadre d'un procès civil en revanche, ils seraient probablement détenus à la prison Supermax de Florence, Colorado s'ils étaient condamnés.  The Independent décrit les conditions de détention du Supermax de Florence, enfermement dans une cellule 23 heures par jour, sans presque aucun contact humain, et de petites périodes d'exercice dans une petite cour près de la cellule.
Une autre option à l'étude est un procès devant la Cour pénale internationale de La Haye. Selon The Independent, le gouvernement britannique retirerait d'abord à Kotey et El-Sheikh la citoyenneté britannique, avant d'accepter de les transférer à La Haye.
Tobias Ellwood, le ministre britannique de la Défense,  soutient que le transfert à Guantanamo était inapproprié, selon The Guardian. 
Dans une interview en face à face avec Jenan Moussa de Al Aan TV à Kobanî, en Syrie, El-Sheikh déclare avoir été interviewé par des responsables américains et par les Forces démocratiques syriennes, mais pas par des responsables britanniques. 
Le 7 octobre 2020, El-Sheikh et Alexanda Kotey sont extradés vers les États-Unis pour y répondre d'accusations de détention, torture et décapitation d'otages. 

## Procès et condamnation
En mars 2022, Shafee el-Sheikh est jugé aux États-Unis. Plusieurs chefs d'accusation sont retenus contre lui : terrorisme, participation à des prises d'otages et participation à une association ayant causé la mort de quatre otages américains : James Foley, Steve Sotloff, Kayla Mueller et Peter Kassig. Nicolas Hénin, ancien otage, témoigne lors de son procès. Le 14 avril 2022, après un procès de trois semaines, El-Sheikh est  reconnu coupable de huit chefs d'accusation, dont prise d'otage mortelle et participation à une entreprise terroriste en vue de commettre un meurtre. 
L'extradition d'El-Sheikh vers la Virginie a donné lieu à une négociation complexe entre les États-Unis et le Royaume-Uni, cet accord stipule qu'il ne sera pas passible de la peine de mort ; il encourt donc un emprisonnement à vie. La peine sera prononcée en août 2022. Entre-temps, El-Sheik doit comparaître devant le tribunal le 29 avril pour entendre la lecture du verdict pour Alexanda Kotey. 